# Haltere la Jocurile Olimpice de vară din 2016 - masculin 56 kg
Proba de haltere categoria 56 de kg masculin de la Jocurile Olimpice de vară din 2016 de la Rio de Janeiro a avut loc la data de 7 august, la Pavilionul 2 al Riocentro.

## Recorduri
Înaintea acestei competiții, recordurile mondiale și olimpice erau următoarele.
| Recorduri mondiale | Smuls   | Wu Jingbiao (CHN) | 139 kg | Houston, Statele Unite | 21 noiembrie 2015  |
| Recorduri mondiale | Aruncat | Om Yun-chol (PRK) | 171 kg | Houston, Statele Unite | 21 noiembrie 2015  |
| Recorduri mondiale | Total   | Halil Mutlu (TUR) | 305 kg | Sydney, Australia      | 16 septembrie 2000 |
| Recorduri olimpice | Smuls   | Halil Mutlu (TUR) | 137 kg | Sydney, Australia      | 16 septembrie 2000 |
| Recorduri olimpice | Aruncat | Om Yun-chol (PRK) | 168 kg | Londra, Marea Britanie | 29 iulie 2012      |
| Recorduri olimpice | Total   | Halil Mutlu (TUR) | 305 kg | Sydney, Australia      | 16 septembrie 2000 |

## Rezultate
| Loc | Atlet                        | Grupa | Greutatea corpului | Smuls (kg) | Smuls (kg) | Smuls (kg) | Smuls (kg) | Aruncat (kg) | Aruncat (kg) | Aruncat (kg) | Aruncat (kg) | Total |
| Loc | Atlet                        | Grupa | Greutatea corpului | 1          | 2          | 3          | Rezultat   | 1            | 2            | 3            | Rezultat     | Total |
| --- | ---------------------------- | ----- | ------------------ | ---------- | ---------- | ---------- | ---------- | ------------ | ------------ | ------------ | ------------ | ----- |
| 1   | Long Qingquan (CHN)          | A     | 55.68              | 132        | 135        | 137        | 137        | 161          | 166          | 170          | 170          | 307   |
| 2   | Om Yun-chol (PRK)            | A     | 55.57              | 128        | 132        | 134        | 134        | 165          | 169          | 169          | 169          | 303   |
| 3   | Sinphet Kruaithong (THA)     | A     | 55.43              | 125        | 131        | 132        | 132        | 154          | 157          | 161          | 157          | 289   |
| 4   | Arli Chontey (KAZ)           | A     | 55.64              | 125        | 130        | 132        | 130        | 148          | 153          | 154          | 148          | 278   |
| 5   | Trần Lê Quốc Toàn (VIE)      | A     | 55.85              | 117        | 121        | 123        | 121        | 148          | 154          | 157          | 154          | 275   |
| 6   | Habib de las Salas (COL)     | A     | 55.84              | 113        | 116        | 119        | 119        | 143          | 147          | 150          | 147          | 266   |
| 7   | Mirco Scarantino (ITA)       | A     | 55.91              | 115        | 115        | 120        | 115        | 143          | 146          | 149          | 149          | 264   |
| 8   | Luis García (DOM)            | B     | 55.56              | 110        | 115        | 118        | 118        | 140          | 145          | 145          | 145          | 263   |
| 9   | Witoon Mingmoon (THA)        | A     | 55.67              | 113        | 113        | 116        | 113        | 148          | 151          | 151          | 148          | 261   |
| 10  | Edgar Pineda (GUA)           | B     | 56.00              | 103        | 108        | 111        | 108        | 140          | 140          | 143          | 143          | 251   |
| 11  | Hiroaki Takao (JPN)          | B     | 55.90              | 108        | 111        | 111        | 111        | 134          | 138          | 138          | 138          | 249   |
| 12  | Tan Chi-chung (TPE)          | B     | 55.89              | 110        | 110        | 110        | 110        | 131          | 135          | 138          | 138          | 248   |
| 13  | Manueli Tulo (FIJ)           | B     | 55.81              | 103        | 106        | 109        | 106        | 130          | 136          | 139          | 136          | 242   |
| 14  | Tom Goegebuer (BEL)          | B     | 55.74              | 107        | 111        | 113        | 111        | 126          | 130          | 133          | 130          | 241   |
| 15  | Elson Brechtefeld (NRU)      | B     | 55.62              | 95         | 98         | 101        | 98         | 120          | 125          | 125          | 125          | 223   |
| -   | Thạch Kim Tuấn (VIE)         | A     | 55.55              | 130        | 130        | 133        | 130        | 157          | 160          | 160          | -            | DNF   |
| -   | Nestor Colonia (PHI)         | A     | 55.11              | 120        | 125        | 125        | 120        | 154          | 154          | 154          | -            | DNF   |
| -   | Josué Brachi (ESP)           | B     | 55.67              | 120        | 120        | 120        | -          | N/A          | N/A          | N/A          | N/A          | DNF   |
| -   | Chagnaadorj Usukhbayar (MGL) | B     | 55.65              | 103        | 103        | 103        | -          | N/A          | N/A          | N/A          | N/A          | DNF   |

## Recorduri noi
| Aruncat | 169 kg | Om Yun-chol (PRK)   | Record Olimpic                 |
| Aruncat | 170 kg | Long Qingquan (CHN) | Record Olimpic                 |
| Total   | 307 kg | Long Qingquan (CHN) | Record Olimpic, Record Mondial |